# خلية كهركيميائية

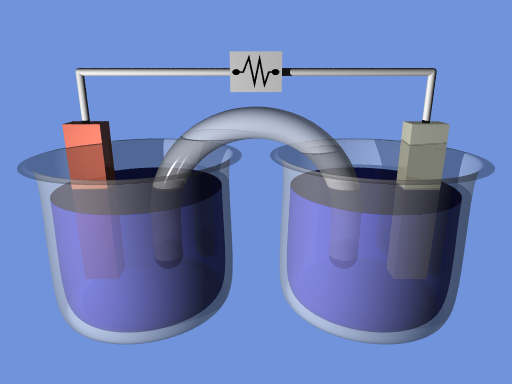
مخطط توضيحي لخلية دانيل.

الخلية الكهركيميائية هي جهاز يُستخدم لتوليد التيار والقدرة الكهربائية عن طريق التفاعلات الكيميائية والتي يحدث من خلالها انتقال للإلكترونات بين قطبي هذه الخلية. تعد البطارية الجافة 1.5 فولط أبسط مثال لهذه الخلايا.

## أنواعها
هنالك نوعان من الخلايا الكهركيميائية
- الخلية الجلفانية : وفيها يحدث التفاعل الكيميائي بشكل تلقائي لإعطاء طاقة كهربائية، مثال عليها البطارية الجافة وبطارية السيارات (المدخرة الرصاصية).
- خلايا تحليل كهربائي (خلية كهروليتية) : وفيها تستخدم الطاقة الكهربائية لإرغام تفاعل غير تلقائي على الحدوث، مثال على ذلك التحليل الكهربائي للماء.